# Amir Faten Mekki
Le texte peut changer fréquemment, n’est peut-être pas à jour et peut manquer de recul. 
Le titre et la description de l'acte concerné reposent sur la qualification juridique retenue lors de la rédaction de l'article et peuvent évoluer en même temps que celle-ci.
Amir Faten Mekki surnommé Mekky, né le 6 mai 1997 à Copenhague (Danemark), est un criminel danois de père marocain originaire du Rif et de mere iranienne, ayant son propre groupe de tueurs a gage connu pour avoir opéré avec l'organisation Mocro Maffia de Ridouan Taghi. Il grandit à Malmö en Suède .
Amir Faten Mekki monte sa propre organisation criminelle surnommée Los Suecos dans la Costa del Sol en Espagne. Ayant à son nom dix-sept assassinats en Europe, il intègre en 2018 l'organisation de Ridouan Taghi. Amir Faten Mekki est considéré comme le principal comptable de Taghi. Son nom apparaît rapidement sur la liste d'Interpol des criminels les plus recherchés au monde. Au Danemark et en Suède, il est l'ennemi public numéro un pendant quatre ans. Mekky est mondialement connu pour diriger une organisation criminelle violente à un très jeune âge.
Le 3 juin 2020, il est arrêté à son domicile à Dubaï. Emprisonné aux Emirats arabes unis en attente de son extradition au Danemark, il est accusé de trafic de drogues, de blanchiment d'argent et de plusieurs assassinats.

## Biographie
Amir Faten Mekki naît à Copenhague. Il arrête tôt l'école pour se consacrer au grand banditisme. Il intègre rapidement le gang Los Suecos implanté en Suède et en Espagne.
Le 12 mai 2018, il abat le grand baron David Avila alias 'El Maradona' à Marbella en Espagne avant de prendre la fuite en Suède.
En juin 2018, Mekky est la cible d'une énorme fusillade ayant lieu à Malmö. Trois membres de son organisation (19 ans, 27 ans et 29 ans) avec lesquelles il était présent lors de l'incident furent tous assassinés. Mekky, également blessé, parvient à prendre la fuite. Une fois sorti de l'hôpital, il quitte définitivement la Suède pour s'installer en Espagne, ce qui laisse présager que les trois personnes décédés étaient en réalité des personnes membres du groupe de Mekky.
En Espagne, Mekky est rapidement arrêté par les autorités espagnoles pour son implication dans la fusillade de Malmö, mais s'en sort avec une indemnisation par suite d'un défaut de preuve de la police suédoise. Le 20 août 2018, il abat Sofian Mohammed alias 'Zocato' à Estepona et planifie plusieurs attentats à la bombe avant de prendre la fuite au Maroc.
Au Maroc, il se cache chez sa famille et rejoint les Émirats arabes unis le 14 novembre 2018 avec un avion pour épauler le baron Ridouan Taghi à l'aide d'un faux passeport. En 2019, il devient le criminel le plus recherché de Suède. En juin 2019, une opération de la police espagnole ayant pour but de traquer Mekky se résulte en un échec. Un nombre de 120 agents furent mobilisés. Douze personnes furent arrêtés et Mekky est parvenu à s'enfuir.

## Arrestation
Le mercredi soir du 3 juin 2020, il est arrêté par les forces spéciales émirates à Dubaï dans son domicile. Ayant parcouru la majorité de sa carrière criminelle en Espagne et en Suède, il est en attente de son extradition vers l'Europe.

### Médiagraphie

#### Documentaires et reportages
- [vidéo] Hulpje van bekende crimineel Taghi opgepakt, NOS, 2020
- [vidéo] Interpol-wanted gang leader Amir Faten Mekky arrested in Dubai, The National, 2020